# میریام تووز

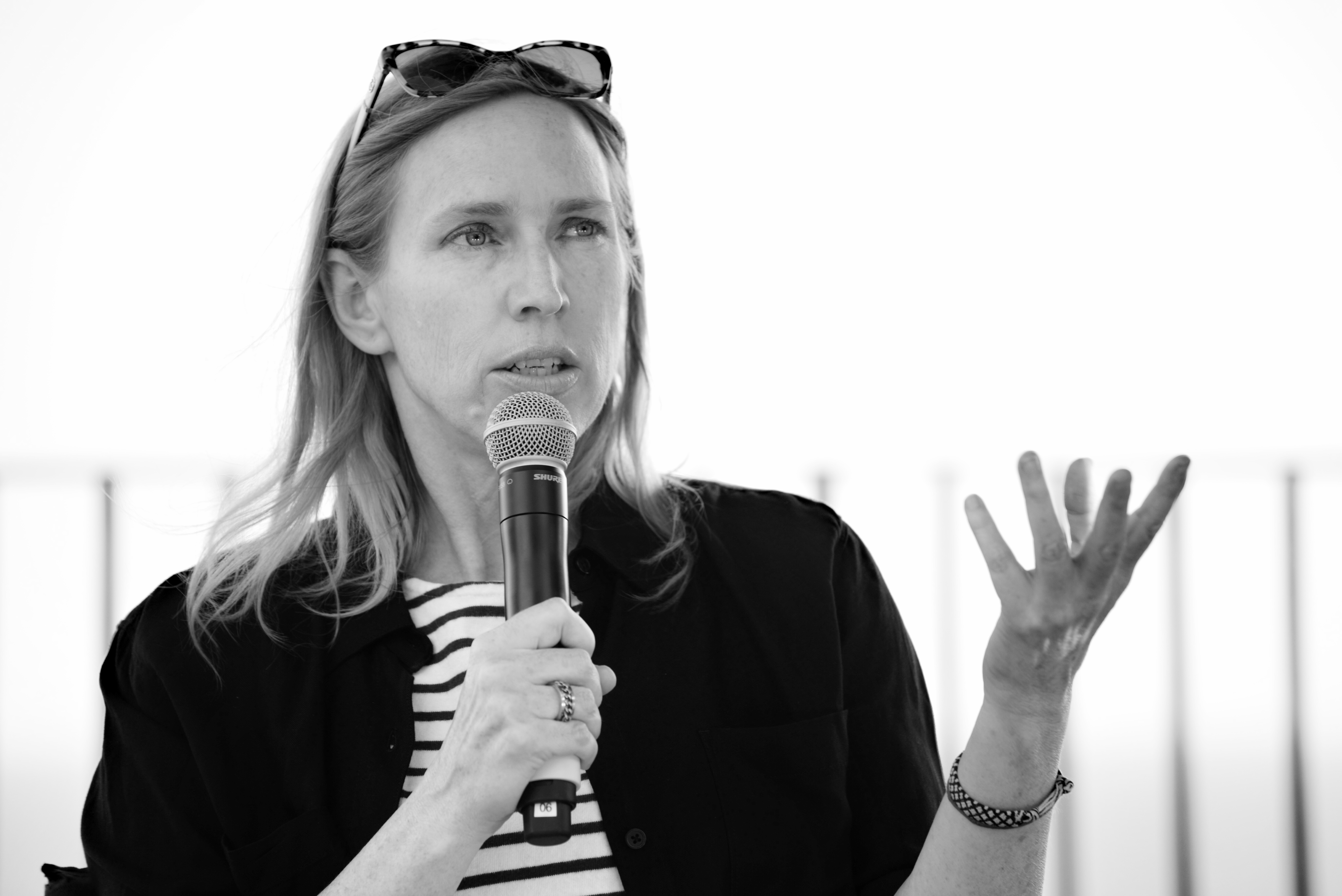

میریام تووز (‎i‎/ˈteɪvz/‎</img> ‎i‎/ˈteɪvz/‎ ; متولد ۱۹۶۴) یک نویسنده کانادایی و نویسنده ۹ کتاب، از جمله مهربانی پیچیده (۲۰۰۴)، همه غمهای من (۲۰۱۴) و زنان صحبت می‌کنند (۲۰۱۸) است. او برنده تعدادی جوایز ادبی از جمله جایزه فرماندار کل برای داستان و جایزه اعتماد نویسندگان انگل/فیندلی برای مجموعه آثارش شده‌است. تووز همچنین سه بار فینالیست جایزه گیلر و دو بار برنده جایزه Rogers Writers' Trust Fiction Prize است.
تووز در اشتاینباخ، مانیتوبا، کانادا بزرگ شد و دومین دختر خانواده‌ای بود که هر دو بخشی از کلاین جمایند بودند. پدرش، ملوین سی توس، از نوادگان مستقیم یکی از اولین مهاجران اشتاینباخ، کلااس آر. ریمر (۱۸۳۷–۱۹۰۶) است که در سال ۱۸۷۴ از اوکراین به منیتوبا وارد شد. مادر او، الویرا لوون، دختر سی تی لوون، کارآفرینی است که یک تاجر چوب بود.